# AS FibrexNylon Săvinești
Asociația Sportivă FibrexNylon Săvinești a fost un club de handbal din Săvinești, România. Înființat pe platforma chimică Săvinești, clubul a purtat inițial denumirea de AS Relonul, iar bazele secției de handbal feminin au fost puse în 1969. Echipa feminină a ființat până în 2001, când și-a încetat activitatea din cauza lipsei finanțării.

## Istoric
Istoria echipei feminine de handbal a început în anii '60, când pe platforma chimică Săvinești au fost puse bazele Asociației Sportive Relonul, care cuprindea secții de fotbal, volei, handbal, tenis de masă, șah sau popice. Secția de handbal feminin a fost înființată în 1969 și a fost pregătită timp de mai mulți ani de antrenorul Dan Valentin. Prima echipă era alcătuită în majoritate covârșitoare din eleve și avea în componență o singură muncitoare. În 1975, majoritatea componentelor erau foste eleve ale Școlii Sportive Piatra Neamț care au fost angajate la Combinatul de Fibre Sintetice Săvinești, astfel încât, pentru prima dată, două treimi dintre handbaliste erau angajate ale uzinei.
Echipa a câștigat în mod constant Campionatul Județean și a jucat meciuri de baraj, dar abia în 1976 a reușit să promoveze în Seria I a fostei Divizii B, actuala Divizie A. Începând din 1979, echipa și-a desfășurat meciurile de pe teren propriu în nou-construita Bază Sportivă Relonul, în apropierea pieței centrale din oraș. În 1985, Relonul Săvinești a reușit promovarea în fosta Divizie A. Anul următor, echipa a retrogradat în Divizia B, dar a promovat din nou în 1989, sub conducerea aceluiași antrenor Dan Valentin.
Începând din 1993, clubul și-a schimbat numele în FibrexNylon Săvinești. Ca și în anii precedenți, echipa s-a clasat în mod constant pe ultimele locuri din Divizia A, devenită între timp Liga Națională. În 1996, avându-l ca antrenor tot pe Dan Valentin, FibrexNylon Săvinești se clasează pe un meritoriu loc 3 la cantonamentul de pregătire de la Zalău, desfășurat între 10-25 august. Pe primele două locuri s-au clasat macedonencele de la Kometal Gjorče Petrov Skopje și gazdele de la Silcotub Zalău.
În sezonul 2000-2001, FibrexNylon a ajuns până în semifinalele Cupei Challenge EHF, fiind însă învinsă de croatele de la Split Kaltenberg. Tot în 2001, FibrexNylon s-a clasat pe locul trei în Liga Națională și a câștigat medalia de bronz, lucru ce i-ar fi permis înscrierea în sezonul următor al Cupei EHF Feminin, însă echipa a început să resimtă grave probleme financiare. Grupul Radici, principalul sponsor, și-a retras finanțarea, iar pe data de 6 august 2001, în urma unei ședințe comune cu reprezentanți ai primăriei și Consiliului Județean Neamț, s-a anunțat că echipa FibrexNylon Săvinești a încetat să mai existe.

## Palmares

### Feminin
- Liga Națională:
  - Medalie de bronz: 2001
- Cupei Challenge EHF:
  - Semifinalistă: 2001

### Masculin
- Liga Națională:
  - Câștigătoare (2): 2002, 2003
- Cupa României:
  - Câștigătoare (3): 2002, 2003, 2004

## Lotul de jucătoare
Ultima componență cunoscută este cea din 2001:
| Portari - Cătălina Marinescu - Georgiana Martin Stoleru - Tereza Pîslaru Extreme - Nicoleta Iacob - Lenuța Rujan - Ionela Țuțu - Georgiana Vântu Pivoți - Raluca Sandu - Ana Maria Șomoi - Loredana Hodor |  | Intermediari - Camelia Bucur - Cristina Ciobanu - Anca Constantin - Cristina Dârjan - Corina Demetercă - Lidia Drăgănescu Coordonatori - Roxana Cherăscu - Nicoleta Iorga |

## Foste jucătoare notabile
| - Camelia Bucur - Luminița Huțupan - Roxana Cherăscu - Corina Demetercă - Ana Maria Șomoi - Tereza Pîslaru - Lidia Drăgănescu |

## Foști antrenori notabili
| - Dan Valentin - Mircea Anton - Alexandru Mengoni |